# Айдънлар (вилает Родосто)
Айдънлар или Кострица (на турски: Aydınlar) е село в Източна Тракия, Турция, Вилает Родосто. Околия Хайраболу.

## География
Селото се намира на 14 км югозападно от Хайраболу.

## История
Според статистиката на професор Любомир Милетич в 1913 година в Кестирме (Кострица) живеят 140 гръцки семейства.